# Scutarii
Los Scutarii eran una clase de unidad de infantería ligera procedente de Iberia, armada con la característica falcata hispana , un escudo rectangular conocido como "scutum"y hasta tres jabalinas ligeras . Su nombre se deriva de su gran y característico  "scutum", en latín: escudo. Estos hombres son característicos de la zona de la meseta. Sus métodos de combate eran sobre todo tácticas de guerrilla ya que casi siempre lucharon en sus tierras y aprovechaban su gran conocimiento de las mismas . Tal era su dominio de tácticas de guerrilla que llegaron a presentar unos 200 años de resistencia a la conquista romana . También participaron en grandes guerras como mercenarios por ejemplo en las guerras púnicas al servicio de Cartago . Haciendo más hincapié en su equipo también portaban una grande placa de metal mayoritariamente redonda en el pecho unida a la espalda con correas a modo de pechera , un casco que solía ser una variante del coolus y algunos portaban también una daga además de las armas ya mencionadas al principio (falcata , scutum y jabalinas).
Históricamente, el diseño de la posterior espada de las legiones romanas (gladius) se vio influenciado por las hojas que llevaban los scutarii. Este diseño fue adoptado después de que los ejércitos romanos se enfrentasen a grandes formaciones de scutariis durante la primera guerra púnica.
- Datos: Q2873198